# Ministerio de Salud Pública (Qatar)
El Ministerio de Salud Pública de Qatar establece la estrategia nacional para la atención médica en el país y como también brinda un seguro médico nacional gratuito a los ciudadanos de Qatar. El ministro actual es Hanan Mohamed Al Kuwari.

## Funciones del ministerio
El Ministerio de Salud Pública se ocupa de todo lo relacionado con los asuntos de salud pública, y en particular tendrá las siguientes:
- Supervisar la prestación de los servicios de salud.
- Proporcionar servicios de salud preventivos y curativos.
- Difundir y desarrollar la conciencia de la salud.
- Organizar y supervisar establecimientos de salud por parte del sector privado.
- Supervisar el sistema de seguros de salud.
- Supervisión de hospitales y centros de atención primaria de salud.
- Supervisar la labor de los profesionales médicos, paramédicos y farmacéuticas.
- Desarrollar estrategias y competencias médicas electrónicas.
- Apoyar a la investigación de la salud.
- Mantener un sistema de preparación y respuesta ante emergencias sanitarias nacionales.
- Supervisar el trato de los ciudadanos en el extranjero.
- Regular temas de seguridad alimentaria.

## Logros del ministerio
Durante 2019, se amplió el alcance de los servicios de salud que se brindan en el país, ya que:
- La apertura del Centro de Emergencias y Accidentes en el Hospital General de Hamad en septiembre, se acondicionó con equipo médico para los servicios de atención y diagnóstico como también una sala de oxigenoterapia.
- La apertura de un nuevo departamento de ictus, que combina los servicios de atención médica urgente para pacientes con ictus.
- La finalización de la segunda fase de la expansión de los servicios quirúrgicos, que ayudó a mejorar los flujos de pacientes al agregar nuevas habitaciones para pacientes y salas de recuperación.
- La inauguración del servicio de urgencias del Centro de Investigación y Bienestar de la Mujer, donde se trasladaba a los pacientes desde la unidad de cuidados intensivos neonatales del antiguo Hospital de la Mujer y Maternidad al nuevo recinto.
- La inauguración de la unidad de resonancia magnética cardiaca en el Hospital del Corazón.

### Salud maternal e infantil
El Ministerio de Salud inauguró los servicios de atención domiciliaria para las madres primerizas y sus hijos después del parto, que es el primero en su tipo en Qatar, y está disponible para las madres primerizas que han tenido un embarazo de alto riesgo o una cesárea y necesitan cuidados intensivos.

### Programas de atención a la tercera edad
El sector de salud ha realizado mejoras en los programas de atención médica para adultos mayores, ya que la corporación Hamad Medical  estableció servicios de asesoría geriátrica en el departamento de emergencias. Además de la apertura de la clínica para los adultos mayores, que tiene como objetivo facilitar el acceso a los servicios de atención, apoyar su alta médica y derivar los casos críticos a los servicios de atención especializada. También inauguró una clínica especializada en prevención de lesiones para ancianos en el Hospital Rumailah y estableció el Servicio Ortopédico para Personas Mayores en el Hospital General Hamad.

### Desarrollar cuadros de atención de la salud.
El porcentaje de la fuerza laboral en el sector público de salud aumentó a 3,7 por ciento en 2019, equivalente a 36.554 empleados, con el fin de cumplir con los requisitos de prestación de servicios de salud.

### Sistemas de control electrónico de medicamentos y alimentos
En 2019 se lanzó el sistema electrónico de control de alimentos. Y se abrió un departamento químico para detectar pesticidas, y el Laboratorio Central de Alimentos logró pasar la evaluación del Consejo Nacional de Acreditación de Estados Unidos. También se desarrolló el proyecto del sistema electrónico para la gestión de farmacias y control de medicamentos, el cual es un sistema electrónico diseñado para el registro de productos farmacéuticos.

### COVID-19
Desde principios del año 2020, el sector de la salud en Qatar se ha enfrentado a la pandemia de COVID-19 y ha brindado los servicios de atención médica necesarios para los pacientes con COVID-19.
Algunos de los factores más importantes que contribuyeron al éxito del acontecimiento en Qatar para abordar la pandemia y reducir sus efectos son:
- Qatar ha establecido una estructura gubernamental para la gestión de crisis y emergencias.
- El gobierno estableció un plan de respuesta y comunicación, y aumentó la capacidad de los centros de salud.
- Adoptar políticas de viaje estrictas que tengan en cuenta la naturaleza de la propagación de la infección y la capacidad del sistema de salud para absorberla.
- El compromiso del Estado con su rol social y humanitario, y su contribución para apoyar iniciativas humanitarias y médicas con el objetivo de paliar las repercusiones de la epidemia en la humanidad.